# Yeniköseli, Çarşamba
Yeniköseli là một xã thuộc huyện Çarşamba, tỉnh Samsun, Thổ Nhĩ Kỳ. Dân số thời điểm năm 2010 là 613 người.